# Sæmundr Sigfússon
Sæmundr Sigfússon inn fróði, le « Savant », ou Sæmundur Sigfússon (1056- 22 mai 1133), est un prêtre et historien islandais. Il aurait fait ses études à Paris à la Svartiskóli (« l'École noire »). Ses écrits, en latin, sont aujourd’hui perdus. L'existence de son Histoire de la Norvège (Historia Norwegiæ) nous est connue pour avoir été utilisée et citée par des auteurs après lui, comme Theodoricus Monachus, auteur de Historia de antiquitate regum Norwagiensium. Historia Norwegiæ était une chronologie des rois norvégiens, tentant d'établir une concordance chronologique entre les principaux faits de l’histoire norvégienne et ceux des annales islandaises.

## Dans le folklore islandais
Le personnage de Sæmundur Sigfússon est resté vivant dans les contes et légendes traditionnels islandais longtemps après sa mort. On le retrouve à diverses reprises dans le recueil de Jón Árnason, Íslenzkar Þjóðsögur og Æfintýri (Contes populaires et légendes d'Islande, 1862) et la sélection française de ces contes, parue chez José Corti, présente pas moins de huit contes dont il est le héros. On l'y rencontre bernant le diable ou commandant à des diablotins. Il a été prêtre à Oddi, dont il aurait obtenu la cure du roi de Norvège, même si cette légende ne correspond pas à des faits historiques (l'Islande n'étant tombée sous la coupe du roi de Norvège que plus tard, en 1262). Sa mort également est évoquée : attaqué par des diablotins, puis des moucherons, sur son lit de mort, il est veillé par sa fille adoptive qui, voyant « une lueur monter de ses narines », comprend que son âme vient de s'envoler.